# Suicides d'amour à Amijima
Suicides d'amour à Amijima (Shinjū Ten no Amijima ou Shinjūten no Amijima 心中天網島) est une pièce du genre sewa-mono du dramaturge japonais Chikamatsu Monzaemon. Écrite à l'origine pour le théâtre de marionnettes jōruri, elle est adaptée pour le kabuki peu après sa première. La pièce est une des plus célèbres de cet auteur.
Elle est représentée pour la première fois le 3 janvier 1721. Comme les Suicides d'amour à Sonezaki, elle est supposée fondée sur un véritable suicide d'amour, mais aucun événement de cet ordre n'a été identifié, même après examen des journaux autour du 13 novembre 1720 (date à laquelle aurait eu lieu le véritable suicide d'amour). Takano Masami a suggéré que Chikamatsu a pris pour modèle de sa pièce celle de 1706, Les suicides d'amour à Umeda par un écrivain rival, Ki no Kaion.

## Description
L’œuvre concerne deux amants qui ne peuvent vivre ensemble en raison de leurs situations sociales et politiques et sont tellement aveuglés par l'amour qu'ils commettent l'acte le plus grave, le suicide. La pièce traite d'émotions turbulentes et intenses. « Ni de bons conseils ni la raison ne peuvent gagner l'oreille de celui possédé par le dieu de la mort... ». Pourtant, on y trouve aussi l'humour qui est toujours très apprécié dans les pièces.  Les Suicides d'amour à Amijima peuvent passer en un instant des sombres ruminations à la lumière festive. Chikamatsu utilise l'humour très grossier et le chant pour divertir le public. « Jihei est sans valeur comme les vieux papiers qui ne sont pas assez bons, même pour se moucher avec. Namida! Namida! Namida! »
Il s'agit d'une pièce typique en trois actes. Chikamatsu souligne la folie du couple amoureux, Jihei et Koharu en faisant d'un grand nombre de personnages secondaires des caractères ouvertement rationnels et il blâme souvent le comportement des amants, ce qui est un autre type de comique de soulagement (en).
La pièce, à la fois belle et tragique, se termine lorsque Jihei met fin à la vie de Koharu d'un coup d'épée. Puis Jihei se tue en se pendant à un arbre à proximité. Une des phrases célèbres de la pièce est prononcée à la fin par les amants : « Ne laissons aucune trace de larmes sur nos visages morts ».
Suicides d'amour à Amijima est peut-être d'autant plus tragique que les vies des personnages principaux sont assez difficiles dès le début : ils sont à la fois pauvres et endettés. Les spectateurs de l'époque peuvent probablement s'identifier facilement aux protagonistes en butte à ces problèmes. 
La pièce est mise en scène pour la première fois durant la période d'expansion du XVIIe siècle, lorsque les coûts de la vie sont en augmentation, que de nombreuses famines font des milliers de victimes et que les infanticides sont pratiqués dans des familles en surnombre. Beaucoup de Japonais de cette période pouvaient sympathiser avec l'aspiration de Jihei à plus dans sa vie, la défaillance de ses entreprises et sa fascination pour la belle Koharu.

## Argument

### Acte 1
Koharu, une ancienne prostituée de 19 ans de la Maison Kinokuni dans Sonezaki, est l'objet d'une querelle entre Kamiya Jihei, jeune marchand de papier marié, et Tahei, riche et arrogant marchand sans famille. La jeune femme aime Jihei et fait de son mieux pour éviter Tahei, mais, une nuit, alors qu'elle chemine dans les rues du quartier de plaisir pour un rendez-vous avec un samouraï, Tahei  la suit et lui fait des propositions insistantes. Le samouraï se présente, la tête cachée sous un chapeau. Tahei est effrayé par les yeux féroces du guerrier qui est examiné par la femme de chambre de Koharu afin de s'assurer qu'il n'est pas Jihei : le samouraï et Koharu sont ensuite laissés seuls.
Le samouraï fait des reproches à Koharu: il a fait tout ce chemin et surmonté des difficultés considérables pour cacher cette visite nocturne à ses supérieurs. Or, on le traite de façon honteuse, on lui fait mauvais accueil et Koharu lui paraît sombre et distante. La jeune femme commence à lui parler, mais lui pose des questions sur le suicide et le samouraï est interloqué par cette morbidité. Ils se déplacent de la chambre au jardin afin que le samouraï puisse au moins se distraire en regardant les lanternes. C'est alors que, venant de l'extérieur, Jihei se glisse dans la chambre avec la résolution de proposer à Koharu de fuir et de se suicider ensemble, comme elle le lui a promis.
Le samouraï devine peu à peu que Koharu a scellé un pacte suicidaire et qu'il s'agit là de la raison de son attitude malheureuse : il la supplie de se confier à lui. Elle lui exprime sa gratitude et avoue qu'elle a en effet promis de se tuer avec Jihei. Ce dernier est financièrement incapable de racheter son contrat qui ne doit prendre fin que dans cinq ans, et si un autre la rachète avant ce terme, la honte leur sera intolérable à tous deux. C'est pourquoi elle a promis à la hâte d'accomplir le double suicide, bien qu'elle n'ait pas vraiment envie de mourir. Si le samouraï accepte d'être son client pour une année ,le plan de Jihei peut être contrecarré. Le guerrier accepte la proposition.
Jihei, qui surprend la conversation, est furieux de la trahison de Hoharu. Il bondit et la poignarde à mort. Mais son épée, trop courte, pénètre dans le shōji, derrière lequel elle se trouve, sans parvenir à toucher son corps. Le samouraï saisit les bras du jeune Jihei et l'attache au treillis de bois.
Arrive Tahei qui, voyant Jihei, le frappe en le traitant de voleur et de criminel. Le samouraï se précipite. Quand Tahei ne peut pas préciser ce que Jihei lui a volé, il jette Tahei aux pieds de Jihei qui le piétine. Humilié, Tahei fuit honteusement. La capuche du manteau du samouraï tombe et Jihei reconnaît son frère Magoemon, marchand de farine, qui lui reproche son mariage gâché, ses finances fragilisées et son entreprise en déclin pour l'amour d'une prostituée volage. Il accuse Jihei d'être naïf et irresponsable à l'égard de ses proches. Contrit, Jihei admet sa faute et annonce rompre avec Koharu. Il rend à celle-ci les 29 lettres et les serments d'amour qu'elle lui a envoyés, et demande à Magoemon de reprendre les 29 jetons correspondants.
Magoemon récupère le tout ainsi qu'une lettre de femme. Voyant que la lettre vient de l'épouse de Jihei, Kamiya Osan, il la cache et promet à Koharu qu'aucun autre que lui ne la lira avant qu'il ne la brûle. Jihei donne un coup de pied à Koharu en sortant.

### Acte 2
Le 2e acte ouvre sur une charmante scène intérieure qui voit Jihei dormir sur le kotatsu tandis qu'Osan s'occupe dans la boutique de papier avec leurs enfants. La femme de chambre Tama revient avec la fille Osue sur son dos et la nouvelle que Magoemon et sa tante (mère d'Osan) sont sur le point de se mettre en route pour leur rendre visite. Osan réveille Jihei qui commence à travailler assidûment à ses comptes sur un boulier, de manière à avoir l'air occupé quand arrivent les deux femmes.
Elles font grand bruit à leur arrivée, accusant Osan et Jihei de divers défauts; Magoemon jette au sol le boulier de Jihei pour marquer sa colère. Jihei dit qu'il n'est pas allé au quartier de plaisirs depuis la nuit fatidique et n'a même pas pensé à Koharu.
La tante ne le croit pas ; son mari, et l'oncle de Jihei, Gozaemon, ont entendu des commérages selon lesquels un client important est sur le point d'acheter un contrat sur Koharu, et il pense qu'il s'agit de Jihei.
Ce dernier explique que ce doit être Tahei, incapable de racheter Koharu dans le passé parce que Jihei a toujours bloqué ses tentatives, mais maintenant  il n'y a plus rien pour l'arrêter. 
Magoemon et la tante sont soulagés, mais Gozaemon n'est pas convaincu et demande à Jihei de signer un serment sur papier sacré selon lequel il s'engage à rompre toutes relations avec Koharu. Les esprits calmés, ils partent porter la bonne nouvelle à l'oncle.
Jihei n'est cependant pas apaisé. Il ne peut oublier Koharu et pleure à chaudes larmes. Osan lui expose ses griefs, délaissée par son mari autrefois amoureux sans faute de sa part, inquiète pour leur entreprise et pour leurs enfants mis en danger par son inconséquence et sa distraction. Jihei la reprend : sa douleur est inférieure à la honte qu'il éprouve de ce que Tahei, après le rachat  de Koharu, se vantera auprès de tous de sa victoire sur Jihei.
Osan tente de le réconforter, soulignant que Koharu se tuera probablement d'abord. Elle révèle qu'elle a envoyé à Koharu une lettre (celle-là même lue et brûlée par Magoemon) la suppliant de mettre fin à ls relation avec Jihei ; Koharu a de toute évidence rempli sa promesse, et ainsi Osan s'inquiète-t-elle que Koharu tienne son autre promesse de se tuer si quiconque devait la racheter, à part Jihei. Osan demande à Jihei de sauver Koharu, car elle ne veut pas que celle-ci meure à la suite de sa demande.
Pour Jihei,le seul moyen de résoudre la situation serait de mettre en dépôt au moins la moitié de la rançon de Koharu, mais il n'a pas l'argent. Osan avance plus de la moitié de l'argent nécessaire, argent qu'elle économisait pour payer une facture importante de grossiste et avait réuni en vendant sa garde-robe - l'argent est nécessaire pour maintenir l'entreprise à flot, mais « Koharu vient en premier ». Le reste de l'argent peut être réuni s'ils mettent aussi en gage leurs plus beaux atours.
Ils partent pour leur mission de secours, mais sont interceptés à la porte par Gozaemon qui exige que Jihei divorce d'Osan. Il demande à voir si la dot en beaux vêtements d'Osan est toujours là. Il les découvre, non pas dans les commodes, mais  dans le paquet qu'ils emportent pour racheter Koharu. Jihei menace de se suicider si Gozaemon continue à le presser de signer la lettre de divorce. Gozaemon cède et part avec Osan.

### Acte 3
Cette nuit-là, Jihei quitte la maison, disant qu'il se rend à Kyoto. Il manque de peu Magoemon qui le cherche. Ce dernier est inquiet à l'idée d'un suicide d'amoureux. Il apprend que Jihei est déjà parti pour Kyoto. Au quartier de plaisir, il est réconforté par le fait Koharu est dort, il se convainc qu'aucun suicide d'amoureux ne peut survenir cette nuit.
Jihei est touché de voir que son frère est toujours à sa recherche pour sauver sa vie d'ingrat et de bon à rien. Mais il est déterminé à aller au suicide afin d'effacer par la mort la tache dont il a maculé l'honneur de sa famille ; Koharu le rejoint par une porte latérale laissée sans surveillance.
Les deux quittent le quartier de plaisir. Ils s'arrêtent à Amijima, au temple Daichō. Un endroit auprès d'une écluse sur un petit ruisseau avec un fourré de bambou est choisi - « Peu importe où nous marchons, il n'y aura jamais un endroit marqué « Pour Suicides » ; « Tuons-nous là ».
Koharu implore Jihei de la tuer d'abord. Elle a promis à Osan de ne pas entraîner Jihei dans un suicide d'amoureux et si leurs corps sont découverts ensemble, alors il sera certain que Koharu a brisé sa promesse. Pour prévenir cette objection, Jihei et Koharu se coupent les cheveux de telle sorte qu'étant à présent un moine bouddhiste et une religieuse, on ne retiendra pas contre eux les vœux d'une vie antérieure.
La courte épée de Jihei ne parvient pas à percer la gorge de Koharu du premier coup, mais le second la tue. Il se pend alors à un arbre en sautant de la porte de l'écluse. Les pêcheurs découvrent son corps le lendemain matin quand ils le ramènent dans leurs filets.

## Adaptation au cinéma
Le réalisateur japonais de nouvelle vague Masahiro Shinoda a dirigé une adaptation stylisée de l'histoire sous le titre Double suicide à Amijima en 1969.

## Source de la traduction
- (en) Cet article est partiellement ou en totalité issu de l’article de Wikipédia en anglais intitulé « The Love Suicides at Amijima » (voir la liste des auteurs).